# Sir John in Love
Sir John in Love is een opera uit 1929 van de Britse componist Ralph Vaughan Williams (1872-1958).
De opera is een bewerking van William Shakespeares The Merry Wives of Windsor. De componist tekende zelf voor het libretto en maakte daarbij gebruik van teksten van Shakespeare, Philip Sydney, Thomas Middleton, Francis Beaumont en John Fletcher. Zij waren allemaal Engelse toneelschrijvers uit de zeventiende eeuw.

## Indeling
De opera is een vierakter. De eerste akte is niet verder ingedeeld, terwijl de tweede en vierde akte elk twee scènes kennen. De derde akte telt drie scènes.